# سباق باريس روبيه 2003
طواف باريس 2003 هو سباق دراجات هوائية أقيم بتاريخ أبريل 13، تكون السباق من مرحلة واحدة، وامتدّ لمسافة 261 كم، وبسرعة 42.144 كم/س، استغرق السباق 6 ساعات و11 دقيقة و35 ثانية.